# Eduard Oja
Eduard Oja (* 17. Januar 1905 in Palupõhja, heute Landgemeinde Puhja, Kreis Tartu, Estland; † 16. April 1950 in Tartu) war ein estnischer Komponist.

## Leben und Werk
Eduard Oja wurde im Kreis Tartu als Sohn eines Försters geboren. Nach Abschluss der Schule besuchte Oja zunächst das Tartuer Lehrerseminar, wechselte aber 1925 auf die Höhere Musikschule und studierte dort Violine. Er schloss 1932 die Höhere Musikschule in Tartu im Fach Komposition bei Heino Eller ab. Von 1935 bis 1941 unterrichtete er dort Musiktheorie, Orchestermusik und Komposition. Von 1934 bis 1938 war er außerdem Musikkritiker bei der estnischen Zeitung Postimees und Chorleiter. Ab 1941 lebte er als freischaffender Komponist.
Eduard Ojas Werke enthalten eine eigene Dramatik und Ausdrucksstärke. Seine Musiksprache ist fantasiereich und enthält farbenfrohe Harmonien. Sie ist gelegentlich grotesk und ironisch. In seinen Kompositionen verarbeitet Oja oft estnische Volksliedkunst.

## Werke (Auswahl)
- Ajatriloogia (für Cello und Klavier, 1934)
- Aeliita süit (sinfonische Suite für Violine und Klavier, 1938)
- Lunastatud vanne (Oper, 1940)
- Mere laul (sinfonisches Bild für Sinfonieorchester, 1942)
- Sinfonie (1943)
- Rätsep Õhk ja tema õnneloos (Singspiel, 1943)